# SV Preußen Köslin
SV Preußen Köslin was een Duitse voetbalclub uit de Pommerse stad Köslin, dat tegenwoordig het Poolse Koszalin is.

## Geschiedenis
De club werd in 1909 opgericht. In 1920 plaatste de club zich voor de Pommerse eindronde en verloor daar meteen met 6:0 van Viktoria Stolp. In 1928 werd de club opnieuw kampioen van Kolberg-Köslin. In de eindronde ging de club opnieuw met zware 7:2 cijfers kopje onder tegen Viktoria Stolp. Ook in 1928/29 was Stolp de boosdoener, al werd de schade deze keer beperkt tot 3:1. Het volgende seizoen was Viktoria Stargard te sterk. In 1930 werd de competitie van Kolberg-Köslin overgeheveld naar de Grensmarkse competitie. In 1932 plaatste de club zich weer voor de eindronde en werd laatste in de groepsfase met drie clubs.
Na het einde van de oorlog werden alle Duitse voetbalclubs ontbonden, Köslin werd nu een Poolse stad en de club hield op te bestaan.

## Erelijst
Kampioen Kolberg-Köslin
1920, 1928, 1929, 1930, 1931, 1932